# Đại học Paris Dauphine
Đại học Paris Dauphine (tiếng Pháp: Université Paris-Dauphine, hay còn gọi là Paris Dauphine hay Dauphine) là một trường đại học tại Paris, Pháp. Đây là cơ sở giáo dục bậc đại học duy nhất tại Pháp được công nhận vừa là "grande école" vừa là "université".
Dauphine nổi tiếng về lĩnh vực tài chính, kinh tế, toán học, luật và chiến lược kinh doanh. Vì được công nhận là cơ sở đại học dưới danh nghĩa "Grand Etablissement", điều này khiến việc ứng tuyển vào trường rất gắt gao và cạnh tranh. Trung bình, từ 90% đến 95% sinh viên năm một được nhận vào trường đạt được số điểm cao hoặc cao nhất trong kì thi tú tài cấp 3 của Pháp.
Dauphine cũng là thành viên sáng lập trường PSL University - Paris Sciences et Lettres - trường này xếp thứ nhất tại Pháp và thứ 24 trên toàn thế giới. Dauphine cũng xếp thứ 18 thế giới về ngành toán năm 2011.

## Lịch sử
Thành lập  sau sự kiện bạo động chính trị "Mai 1968", khiến đại học Paris phân tách thành 13 trường đại học khác nhau, trường được tách ra từ các khoa kinh tế cũ với tên gọi "Université Paris 9"- tiếng Pháp hay "trường 9" - tiếng Việt. Dauphine tập trung vào các chuyên ngành: Quản lý, Kinh tế, Luật, Khoa học chính trị, Xã hội, Toán ứng dụng, Quản lý hệ thống thông tin và Ngôn ngữ học.
Năm 2004, trường từ bỏ mô hình "Univeristé" để trở thành mô hình "Grand établissement" - tương đương với Grande école một tư cách pháp nhân cho phép trường được  điều chỉnh học phí đào tạo và lựa chọn sinh viên với đầu vào khắt khe.
Năm 2011, Daphine trở thành 1 trong 16 thành viên sáng lập hệ thống trường Paris Sciences et Lettres.
Năm 2014, trường gia nhập Conférence des grandes écoles - tổ chức các trường lớn Grande école.

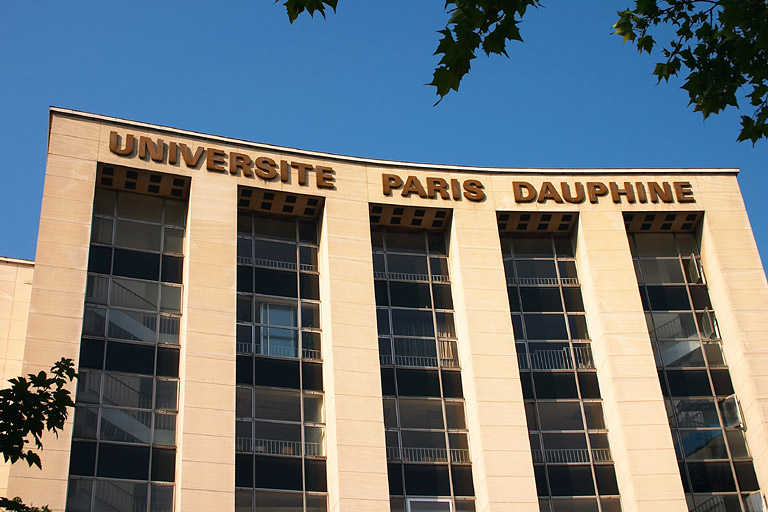
Trụ sở đại học Paris tại quận 16 Paris - đây cũng là trụ sở cũ của khối quân sự NATO

## Quan hệ quốc tế
- Dauphine có các cơ sở tại Tunis, London và Madrid.
- Trường có 180 thỏa thuận đào tạo với 40 quốc gia, bao gồm Australian National University, New York University in the US, the University of Toronto and McGill in Canada, UCL and LSE in the UK, the University of Hong Kong in Hong Kong, National Chengchi University in Taiwan, Bocconi University and Bologna University in Italy and Humboldt-Universitat-zu Berlin in Germany.
- 6 song bằng với 3 trường đại học:
  - The Autonomous University of Madrid
  - Goethe University, Frankfurt
  - Ca' Foscari University of Venice, Venice
- 24.9% sinh viên nước ngoài trong năm học 2004/2005, gồm nhiều sinh viên đến từ Latin America, Đông Âu và Châu á.

Một số giáo sư của trường như Pierre-Louis Lions (giải Fields Medal năm 1994) và giáo sư Witold Litwin (chủ tịch Association for Computing Machinery).

## Tuyển chọn
Đầu vào năm 1 của Dauphine được đánh giá dựa trên điểm tốt nghiệp tú tài của Pháp. Tuy nhiên, trên tổng số 600 sinh viên năm một được nhận vào Dauphine tháng 9 năm 2020, 94,07% trong số đó phải có bằng tú tài loại giỏi  Ngoài ra, việc nộp đơn vào trường từ năm 3, để học tiếp chương trình thạc sĩ rất phổ biến và cạnh tranh. Sự cạnh tranh này được giải thích bởi học phí Dauphine khá rẻ so với các grande école de comerce khác trong khi trường được đánh giá cao trong khu vực kinh tế tư nhân.

## Xếp hạng
Xếp hạng quốc gia
- 2025: Thứ 5 tại Pháp về Khoa học máy tính, theo CSRanking[11]
- 2015: Thứ 5 trong các trường Business School tại Pháp  theo Eduniversal ranking[12]
- 2010: 4th-best alumni network according to the Challenges magazine-Who's Who ranking[13] (ENA, Polytechnique, HEC, Dauphine)
- 2016: Master về tài chính tốt nhất theo Best-Masters.com[14]
- 2016: 4th-best Master 2 in Business law according to Best-Masters.com[15]
- 2008: Thứ 6 các trường kinh doanh tại Pháp (ESSEC, HEC, ESCP Business School, Sciences Po, EM LYON, Dauphine)

Xếp hạng quốc tế
- 2020: là thành viên của Université PSL, Dauphine xếp thứ 36th trong số các trường đại học tốt nhấp thế giới trong bảng xếp hạng Shanghai ranking[16]
- 2019: là thành viên của  Université PSL, Dauphine xếp thứ 4th các trường trẻ trên toàn cầu theo Times Higher Education World University Rankings[17]
- 2019: là thành viên củaUniversité PSL, Dauphine xếp thứ  41st rong số các trường đại học tốt nhấp thế giới trong bảng xếp hạng Times Higher Education World University Rankings[18]
- 2018: thứ 33 thế giới về Thạc sĩ quản lý theo QS Ranking[19]
- 2017: là thành viên của Université PSL, Dauphine xếp thứ72 trong số các trường đại học tốt nhấp thế giới trong bảng xếp hạn Times Higher Education World University Rankings và thứ 32 trong hạng mục "danh tiếng"[20]
- 2014: Thứ 36 thế giới về sản sinh ra triệu phú[21]
- 2013: Thứ 23 thế giới về toán[22]
- 2012: Thứ 18 thế giới về toán[23]
- 2011: Thứ 18 thế giới về toán[7]

## Cựu sinh viên
- Jacques Aigrain [fr]: Cựu chủ tịch Swiss Re

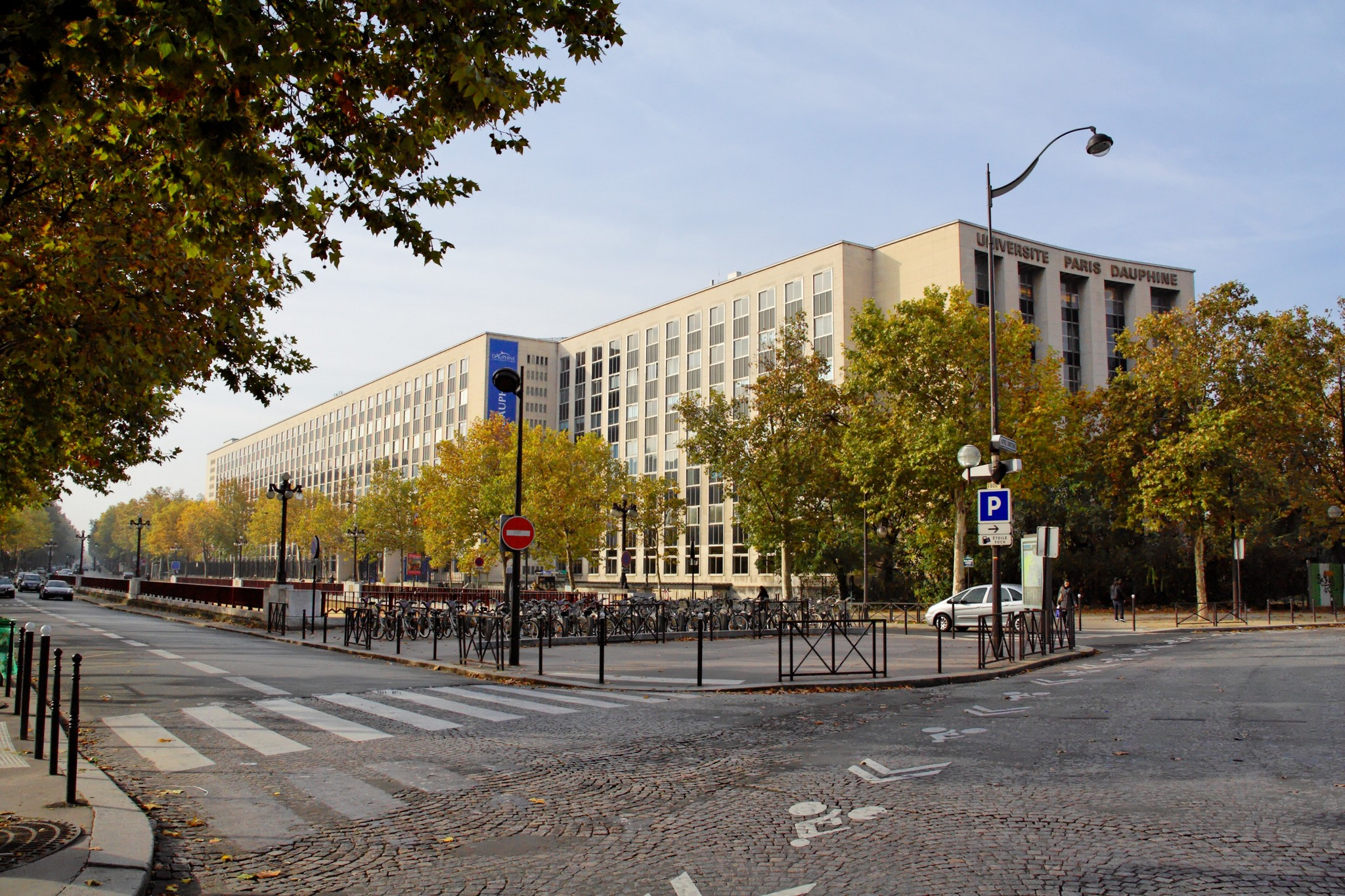
Campus chính của Paris Dauphine tại quận 16

- Thierry Aimar: French economist, specialist of the Austrian School of economics and history of economic thought
- Ignacio Arbesú: Mexican researcher, professor
- Régis Arnoux [fr]: CEO and founder of Catering International Services [fr]
- Audrey Azoulay, Tổng giám đốc UNESCO
- Diane Barrière-Desseigne [fr]: Cựu CEO Groupe Lucien Barrière
- Olivier Blanchard: Kinh tế gia trưởng của quỹ tiền tệ thế giới
- Yannick Bolloré: Chủ tịch Bolloré Media
- Bruno Bonnell: cựu chủ tịch Infogrames
- Nicolas Bouzou: Kinh tế gia
- Christophe Chenut [fr]: Cựu CEO  Lacoste
- Elie Cohen (économiste) [fr]: Kinh tế gia
- Bintou Keita, Phó tổng thư ký liên hiệp quốc[24]
- Michel Combes: CEO of Alcatel-Lucent, Cựu  CEO  TDF
- Claude Czechowski [fr]: Cựu  CEO  CSC EMEA South & West
- Philippe Dupont [fr]:Cựu chủ tịch BPCE
- Nicolas Dupont-Aignan: Chính trị gia Pháp
- Jean-Luc Gérard: Chủ tịch Ford France
- Arnaud Lagardère: Chủ tịch Lagardère and of và thành viên ban giám đốc  EADS
- Bertrand Lemennicier: Kinh tế gia
- Alessandrina Lerner (Sandrine Cornet): nhà văn
- Marc Levy: Nhà văn
- Hervé Mariton: Cựu bộ trưởng Pháp
- Roland Minnerath [fr]: Archbishop of Dijon (France)
- Thierry Morin [fr]: ex-Chairman of Valeo
- Raymond Ndong Sima: Thủ tướng Gabon
- Hervé Novelli: Cựu bộ trưởng
- François Pierson [fr]: Chủ tịch AXA France
- Bernard Ramanantsoa: Chủ tịch trường HEC Paris
- Geoffroy Roux de Bézieux [fr]: Founder The Phone House
- Jean-Michel Severino: Cựu CEO French Development Agency
- Jean-Marc Sylvestre: Nhà báo
- Nassim Nicholas Taleb: Nhà văn
- Jean Tirole: Kinh tế gia; recipient of the Nobel Memorial Prize in Economic Sciences in 2014; author of The Theory of Corporate Finance, Princeton University Press 2006
- Philippe Verdier: Nhà báo
- Cédric Villani: nhà toán học, khôi nguyên  giải Fields Medal 2010 cùng với Ngô Bảo Châu
- Boni Yayi: Tổng thống Benin
- Florent Menegaux: Chủ tịch  Michelin group

## Giáo sư danh dự
- John Campbell: Giáo sư kinh tế tại Harvard
- Ronald Fagin: nhà khoa học máy tính tại IBM
- Eleanor M. Fox: giáo sư New York University
- Jim Gray: nhà khoa học máy tính  và giải thưởng Turing award winner
- Oliver Hart: Giáo sư kinh tế tại  Harvard University
- Paul Joskow: Giáo sư kinh tế tại  Massachusetts Institute of Technology
- Ehud Kalai: professor at Northwestern University and author of Kalai-Smorodinsky model
- Hayne Ellis Leland: professor at University of California, Berkeley
- Henry Mintzberg: professor of management at McGill University
- Edmund Phelps: professor at Columbia University and author of golden rule savings rate
- Myron Scholes: economist and author of Black-Scholes model and Nobel prize
- Robert J. Shiller: professor of finance at Yale School of Management and Nobel prize
- Helmut Siekmann: professor at University of California, Berkeley
- Tom Snijders: professor at Nuffield College, Oxford and at the University of Groningen
- Herbert Spohn: professor at the Technical University Munich
- Melchior Wathelet: Belgian politician
- Adriana Lleras-Muney: professor of economics at University of California, Los Angeles